# کشتی‌گیر (فیلم ۲۰۱۸)
کشتی‌گیر (انگلیسی: Wrestler؛ همچنین با نام Love+Sling نیز شناخته می‌شود) یک فیلم کمدی درام محصول کره جنوبی سال ۲۰۱۸ به کارگردانی کیم ده وونگ است. در این فیلم یو هه جین، کیم مین-جه و لی سونگ کیونگ بازی کردند. این فیلم در ۹ مه ۲۰۱۸ در کره جنوبی منتشر شد.

## بازیگران
- یو هه جین در نقش گی بو
- کیم مین-جه در نقش سونگ وونگ
- لی سونگ کیونگ در نقش گا یونگ
- نا مون هی در نقش مادر گی بو
- سونگ دونگ ایل در نقش سونگ سو
- جین کیونگ در نقش می را
- هوانگ وو-سول-هه در نقش دو نا
- کیم ته هون در نقش سونگ هیوک
- پارک گیو-یونگ در نقش سو یون
- لی جی-ها در نقش معلم هوم‌روم
- کیم کانگ هیون در نقش دول شینگ

## تولید
فیلمبرداری کشتی‌گیر در ۱۹ ژوئیه ۲۰۱۷ آغاز شد و در ۱۷ اکتبر ۲۰۱۷ به پایان رسید.